# Estádio Municipal Adail Nunes da Silva
O Estádio Municipal Adail Nunes da Silva, mais conhecido como "Taquarão", é um estádio de futebol localizado na avenida Thyrso Micali, s/nº na cidade paulista de Taquaritinga, pertencente à municipalidade, mas no qual o clube homônimo da localidade, o C.A. Taquaritinga, realiza os jogos sob seu mando.

## História
Recém promovido à "Primeira Divisão" do Campeonato Paulista de Futebol em 1983, o Taquaritinga não possuía um estádio em condições para abrigar jogos deste nível. Com a data de estreia se aproximando, e com o temor de uma possível exclusão do campeonato por não cumprir certas obrigações regulamentadas pelo estatuto da Federação Paulista de Futebol, a população local se mobilizou, e em prova de amor à cidade, ao clube e ao futebol, construiu em sistema de mutirão, um estádio para 35 mil pessoas em tempo recorde de três meses. Fato que se mantém imbatível até os dias de hoje. 